# De l'eau pour les éléphants
 (janvier 2020).
Si vous disposez d'ouvrages ou d'articles de référence ou si vous connaissez des sites web de qualité traitant du thème abordé ici, merci de compléter l'article en donnant les références utiles à sa vérifiabilité et en les liant à la section « Notes et références ».
Cet article concerne le roman. Pour son adaptation au cinéma, voir De l'eau pour les éléphants (film).
De l'eau pour les éléphants (titre original : Water for Elephants) est un roman historique écrit par la romancière canadienne Sara Gruen et paru aux États-Unis en 2006. Il a été écrit dans le cadre du NaNoWriMo, National Novel Writing Month, un projet d'écriture qui a lieu chaque année. Traduit de l'anglais par Valérie Malfoy, il est publié en France en 2007 chez Albin Michel. L'histoire, qui se déroule durant la Grande Dépression dans les années 1930, raconte le parcours de Jacob Jankowski, qui se fait embaucher par un des cirques ambulants qui sillonnent l'Amérique à cette époque.
Le roman est adapté au cinéma en 2011 sous le titre De l'eau pour les éléphants.

## Résumé
L'histoire est racontée comme une série de souvenirs évoqués par Jacob Jankowski, un vieil homme de 93 ans qui vit en maison de retraite. Au début de son récit, Jacob Jankowski, un polono-américain alors âgé de 23 ans, prépare ses examens d'études vétérinaires à l'Université Cornell lorsqu'il apprend que ses parents sont morts dans un accident de voiture. Le père de Jacob était lui aussi vétérinaire et Jacob prévoyait de rejoindre son cabinet. Lorsqu'il apprend que la maison de ses parents a été hypothéquée pour payer ses frais de scolarité et qu'elle ne lui reviendra jamais, il craque et quitte l'école vétérinaire peu de temps avant d'avoir son diplôme. Une nuit, il saute dans un train en marche, un train-cirque appartenant aux Benzini Brothers Most Spectacular Show on Earth. À bord, il se lie d'amitié avec Camel, un homme âgé et vétéran du cirque qui persuade ses compagnons de ne pas jeter Jacob du train. Camel le prend sous son aile et lui trouve des petits boulots à faire. Lorsque Uncle Al, le propriétaire du cirque, découvre qu'il a une formation de vétérinaire, il l'engage pour prendre soin des animaux. Jacob partage alors les quartiers du nain Walter (que le cirque appelle Kinko) et de son chien Queenie. Quelques semaines après, Jacob est sommé de jeter un œil à Camel, qui du fait de sa consommation de Jake (jamaica ginger) des années durant, ne peut plus bouger ses bras ni ses jambes. Craignant qu'il soit jeté du train comme d'autres l'ont été pour ne pas avoir à leur payer leurs gages, Jacob décide de le cacher dans sa chambre.
August, le directeur équestre, est un homme brutal qui maltraite les animaux tels que Rosie, le nouvel éléphant et les gens autour de lui. Il les manipule en se montrant quelquefois, charmant et généreux. Une relation prudente se développe entre Jacob, August et son épouse Marlena dont Jacob tombe amoureux. Soupçonnant qu'ils aient une aventure, August bat les deux protagonistes. Marlena le quitte alors et reste à l'hôtel lorsqu'elle n'est pas en piste. Uncle Al informe Jacob qu'August souffre de schizophrénie paranoïde et qu'il le menace : ou bien Marlena revient et ils forment un couple heureux ou Walter et Camel sont jetés du train. Quelques jours après, découvrant qu'August avait essayé de voir Marlena, Jacob va lui rendre visite dans sa chambre d'hôtel. Il la réconforte, lui avoue son amour et, finalement, ils passent la nuit ensemble. Marlena profite de ses passages au cirque pour son numéro pour y rencontrer Jacob en secret mais refuse absolument qu'August ne l'approche. Au même moment, Marlena découvre qu'elle est enceinte.
Une nuit, Jacob, armé d'un couteau, parcourt les wagons du train en marche pour atteindre les quartiers d'August qu'il veut tuer. Néanmoins, il fait marche arrière et abandonne son couteau sur l'oreiller d'August. En revenant dans sa chambre, il n'y trouve plus personne à l'exception de Queenie et réalise que Walter et Camel ont été jetés du train, sort qu'il devait subir lui aussi. Au dénouement de l'histoire, plusieurs ex-employés reviennent, libèrent les animaux provoquant une bousculade pendant la représentation. 
Dans la panique, Rosie s'empare d'un piquet et le plante dans la tête d'August. Le corps de celui-ci se retrouve piétiné par la foule. Jacob est le seul témoin à avoir vu ce qui est réellement arrivé à August. À la suite de cet incident, le cirque doit fermer d'autant plus qu'Uncle Al est retrouvé mort, un garrot autour du cou. Jacob et Marlena quittent tout en emmenant Rosie, Queenie et les chevaux de Marlena. Ils peuvent enfin commencer leur vie à deux et rejoignent Ringling Bros. Plus tard, Jacob devient vétérinaire en chef au Zoo de Brookfield à Chicago où ils se sont installés.
De retour à la maison de retraite, Jacob attend un de ses enfants qui doit l'emmener au cirque. Jacob et Marlena se sont mariés et ont eu cinq enfants. Ils ont passé sept ans à Ringling avant que Jacob n'obtienne un poste de vétérinaire au zoo de Chicago. Marlena est morte quelques années avant que Jacob ne soit arrivé à la maison de retraite. Lorsque Jacob comprend que personne ne vient le chercher, il se met en route tout seul pour le cirque. Après la représentation, il rencontre Charlie, le directeur du cirque et le supplie de pouvoir rester avec la troupe pour vendre les tickets d'entrée. Charlie donne son accord et Jacob a l'impression d'être enfin rentré chez lui.

## Personnages
- Jacob Jankowski – le protagoniste. Un résident de maison de retraite âgé de 93 ans raconte son expérience comme vétérinaire de cirque pendant la Grande Dépression
- Marlena - la star du cirque. Elle a fugué de chez elle pour rejoindre le cirque et épouser August, le directeur équestre. Elle a un rapport spécial avec les chevaux, ces créatures qu'elle adore par-dessus tout
- August - le mari de Marlena et entraîneur principal des animaux. En tant qu'être profondément violent, il est alternativement charmant et brutal avec les hommes comme avec les animaux. Le livre suggère par la suite que sa violence s'explique par le fait qu'il souffre de schizophrénie paranoïde
- Uncle Al - le propriétaire du cirque. Violent et abusif, il est connu pour jeter du train ceux qui l'ont sérieusement offensé dans l'espoir qu'ils meurent ou soient gravement blessés
- Kinko/Walter - le nain avec qui Jacob partage ses quartiers à bord du train. Au début, leur relation est difficile mais au fil du temps, ils deviennent bons amis et Kinko révèle qu'ils'appelle Walter en réalité. Il est très attaché au jack russell baptisé Queenie
- Camel - une des premières personnes que Jacob rencontre à bord du train. Alcoolique, il va néanmoins prendre Jacob sous son aile et lui trouver du travail. Lorsqu'il se retrouve paralysé, Walter et Jacob le cache dans leur wagon et prennent soin de lui
- Rosie - un éléphant qu'Uncle Al a racheté à un autre cirque. Elle est considérée comme inutile jusqu'au jour où on découvre qu'elle ne comprend les ordres que lorsqu'ils sont donnés en polonais
- Rosemary - une infirmière de la maison de retraite où vit Jacob. Elle est particulièrement gentille, même s'il est quelquefois rude avec elle.

## Parution du livre
- 2006, USA, Algonquin Books of Chapel Hill, division de Workman Publishing,  (ISBN 1-56512-499-5), Pub date 26 mai 2006, Hardback
- 2006, USA, Thorndike Press,  (ISBN 0-7862-9027-7), Pub date 15 décembre 2006, Large print hardback
- 2007, USA, Algonquin Books of Chapel Hill, division de Workman Publishing,  (ISBN 1-56512-560-6), Pub date 1er mai 2007, Paperback
- 2006, USA, Highbridge Audio,  (ISBN 1-59887-062-9), Pub date 1er juin 2006, Audiobook